# Hypsopygia glaucinalis

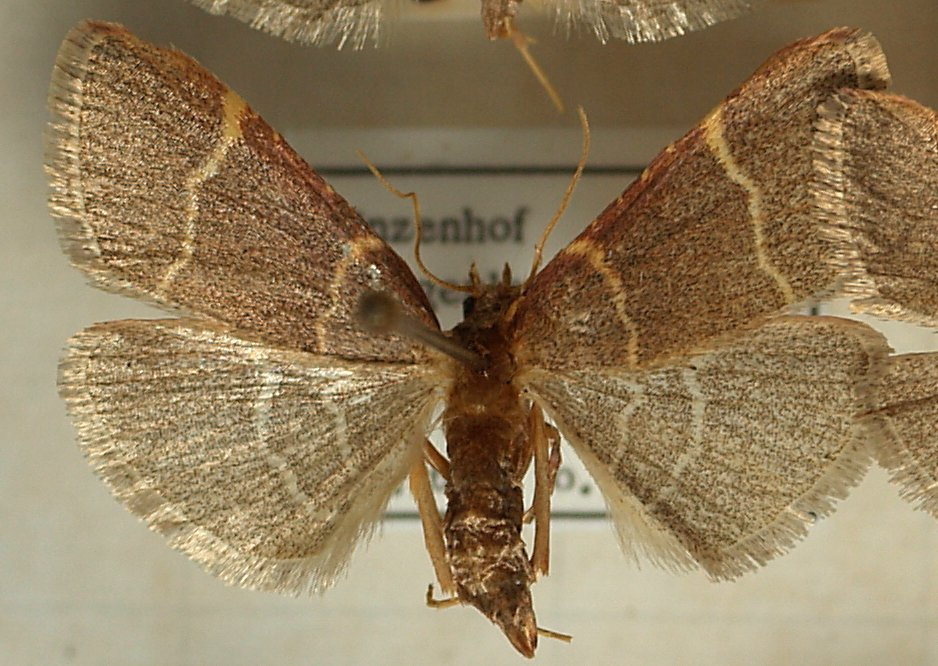
Gespannter Falter

Hypsopygia glaucinalis ist ein (Klein-)Schmetterling aus der Familie der Zünsler (Pyralidae) und wird zu deren Unterfamilie Pyralinae gerechnet.

## Merkmale
Die Flügelspannweite der Falter beträgt 20 bis 32 mm (23 bis 30 Millimeter bzw. eine Vorderflügellänge von 11 bis 13 mm). Die Vorderflügel von Hypsopygia glaucinalis sind dunkelbraun mit je zwei hellen, dünnen Querlinien. Diese sind am Vorderrand geringfügig verdickt. Die äußere Querlinie ist zudem mittig leicht gebogen. Die Hinterflügel sind deutlich heller, besitzen jedoch ebenfalls zwei weiße Querlinien, die jedoch dichter aufeinander folgen. Die Fühler der Männchen sind kurz und bewimpert, die Fühler der Weibchen einfach und fadenförmig.
Die Raupe ist schwärzlichbraun mit einem rostgelben Kopf und Nackenschild (oder schwarzem Kopf).

## Geographische Verbreitung und Lebensraum
Das Verbreitungsgebiet der Art erstreckt sich über nahezu ganz Europa, Nordafrika, Kleinasien, Nordiran bis zum Russischen Fernen Osten, Sachalin, Kurilen, Nordchina, die Koreanische Halbinsel und Japan. In Nordchina steigt die Art bis auf 2250 m über NN.
Die Art kommt in wald- und buschreichen Landschaften, aber auch synanthrop in Heuställen und reetgedeckten Gebäuden vor.

## Lebensweise
Hypsopygia glaucinalis bildet in Mitteleuropa eine Generation im Jahr; die Falter fliegen von Juni bis in den September hinein. In wärmeren Regionen werden mehrere Generationen gebildet. Die Falter sind dämmerungs- und nachtaktiv und kommen an künstliche Lichtquellen. Gelegentlich fliegen sie auch tagsüber, meist ruhen sie verborgen in Heuschobern, Gartenlauben, Strohhütten und unter dürrem Laub. Sie sitzen dabei häufig mit ausgebreiteten Flügeln und hochgebogenem Hinterleib. Die Raupen sind ab September anzutreffen. Sie leben gesellig in einem röhrenartigen Gespinst und überwintern darin auch. Sie ernähren sich von totem pflanzlichen Material wie Heu, abgefallenen Blättern, und sind auch in Vogelnestern zu finden. Die Verpuppung erfolgt in einem hellen Kokon im Nahrungsmaterial.

## Parasitoide
Ein Parasitoid der Schmetterlingsart ist die Raupenfliege Mintho rufiventris.

## Taxonomie
Das Taxon wurde 1758 von Carl von Linné als Phalaena (Pyralis) glaucinalis erstmals wissenschaftlich beschrieben. Mit "Pyralis" nitidalis Fabricius, 1794 und Pyralis yokohamae Butler, 1879 existieren zwei weitere Synonyme. Lange Zeit unsicher war die Gattungszugehörigkeit; die Art erscheint in der Literatur deshalb in den Kombinationen Herculia glaucinalis, Ocrasa glaucinalis, Orthopypia glaucinalis und seit 2006 nun unter Hypsopygia glaucinalis.